# Toxosporiella bactrodesmioides
Toxosporiella bactrodesmioides är en svampart som beskrevs av B. Sutton 1986. Toxosporiella bactrodesmioides ingår i släktet Toxosporiella, divisionen sporsäcksvampar och riket svampar.   Inga underarter finns listade i Catalogue of Life.